# ماريانا كيانوفسكا
ماريانا كيانوفسكا (بالأوكرانية: Маріа́нна Яросла́вівна Кіяно́вська) (ولدت في 17 نوفمبر 1973، في جوفكفا)، هي شاعرة ومترجمة وباحثة أدبية أوكرانية، حاصلة على جائزة شيفتشينكو الوطنية.

## الحياة والتعليم
ولدت ماريانا كيانوفسكا في 17 نوفمبر 1973، في جوفكفا. وهي حاصلة على إجازة في الدراسات الأوكرانية، من جامعة إيفان فرانكو الوطنية في لفيف. شاركت في إنشاء مجموعة أدبية مؤلفة من النساء تسمي "ММЮННА ТУГА"، مع ناتالكا سنيادانكو وماريانا سافكا وآخرين.

## العمل
ظهرت لأول مرة في عام 1997 بكتاب الشعر المتقمص، كما ظهرت أعمالها في مختارات متنوعة ومجلات.
في عام 2011 أسست"Big Hedgehog"وهي أول جائزة أدبية غير حكومية في أوكرانيا مخصصة لتكريم مؤلفي كتب الأطفال والشباب، عملت كمنسقة مكتب لفيف لجمعية الكتاب الأوكرانيين، وكذلك عضو في الاتحاد الوطني للكتاب الأوكرانيين و منظمة قلم أوكرانيا.
عملت كمترجمة حيث ترجمت إلى الأوكرانية أعمالاً لسالم بابولا أوغلو، وجوليان تويم، ويوجينيوس تكاتشيزين ديكي، وآدم ويدمان، وجينتاراس جراجاوسكاس، وشوتا إياتاشفيلي.
تُرجمت أعمالها إلى ثماني عشرة لغة، بما في ذلك الإنجليزية والألمانية والإيطالية.